# Zygodon rubrigemmius
Zygodon rubrigemmius là một loài Rêu trong họ Orthotrichaceae. Loài này được (Hoe & H.A. Crum) R.H. Zander & Vitt miêu tả khoa học đầu tiên năm 1979.